# Michiel Schapers
Michiel Schapers (ur. 11 października 1959 w Rotterdamie) – holenderski tenisista, reprezentant w Pucharze Davisa, olimpijczyk z Seulu (1988).

## Kariera tenisowa
Kariera zawodowa praworęcznego, dwumetrowego Holendra przypadła na lata 1982–1993. W grze pojedynczej dotarł do 25. miejsca w rankingu światowym, które zajmował w kwietniu 1988. Czterokrotnie dochodził do finałów turniejowych – w Auckland w 1987 musiał uznać wyższość Miloslava Mečířa, rok później w Metzu Szweda Jonasa Svenssona, w 1989 w Nancy – Francuza Guy Forgeta. W finale turnieju przed własną publicznością w Rosmalen w 1991 przegrał z Niemcem Christianem Saceanu, a Michaela Sticha, który niespełna miesiąc później – na takiej samej nawierzchni trawiastej – sięgnął po wielkoszlemowy triumf na Wimbledonie.
Dwukrotnie Schapers dochodził do ćwierćfinału w Wielkim Szlemie. W Australian Open 1985, gdy turniej ten rozgrywano jeszcze u schyłku każdego sezonu, Holender wyeliminował m.in. mistrza Wimbledonu z tegoż roku Borisa Beckera, by przegrać ze Szwedem Stefanem Edbergiem. W Australian Open 1988 (już w terminie styczniowym) wśród pokonanych przez Schapersa rywali znalazł się Francuz Yannick Noah, ówczesny tenisista nr 8. w rankingu; pogromcą Holendra okazał się dopiero reprezentant gospodarzy Pat Cash.
W czasie swojej kariery Schapers pokonał też m.in. Petra Kordę, Emilio Sáncheza, Guillermo Vilasa, Kevina Currena, Mikaela Pernforsa, Andrésa Gómeza, Henriego Leconte. Nie udało mu się natomiast nigdy wygrać z Jimmym Connorsem i w 1991, sam 32−letni Schapers, znalazł się wśród graczy pokonanych przez 40−letniego Connorsa podczas US Open 1991.
W grze podwójnej Michiel Schapers wygrał trzy turnieje i w dalszych sześciu przegrywał w finałach; w każdym z dziewięciu finałów turniejowych miał za partnera innego gracza. W 1986, w parze z Jaroslavem Navrátilem, był w ćwierćfinale French Open. Najwyżej sklasyfikowano go w światowym rankingu deblistów w lutym 1991, kiedy to zajmował 37. miejsce. Po raz ostatni osiągnął deblowy finał turniejowy w głównym cyklu rozgrywek w 1992.
Schapers jest również finalistą gry mieszanej na French Open 1988, wspólnie z Brendą Schultz. W meczu finałowym holenderska para uległa Lori McNeil i Jorge Lozano 5:7, 2:6.
W latach 1982–1990 Schapers reprezentował Holandię w Pucharze Davisa. Występował zarówno jako singlista, jak i deblista, notując bilans 23 wygranych i 13 porażek (w grze pojedynczej: 14 wygranych i 10 porażek). W ramach rozgrywek pucharowych pokonał m.in. Hiszpana Juana Aguilerę, Niemca Erica Jelena, reprezentanta Izraela Amosa Mansdorfa. W deblu jego partnerem był kilkakrotnie Tom Nijssen. Barw narodowych Schapers bronił też na igrzyskach olimpijskich w Seulu (1988). Wyeliminował m.in. Rosjanina Andrieja Czesnokowa i Hiszpana Sergio Casala, i dopiero w ćwierćfinale przegrał w czterech setach z Miloslavem Mečířem.
Zarobki zawodowe Schapersa przekroczyły milion dolarów. Po 1993 wystąpił jeszcze kilkakrotnie w turniejach (bez większych sukcesów), przede wszystkim zajmował się jednak pracą trenerską.

### Finały w turniejach ATP World Tour
| Legenda                                      |
| -------------------------------------------- |
| Wielki Szlem                                 |
| Igrzyska olimpijskie                         |
| Tennis Masters Cup / ATP Finals              |
| ATP Masters Series / ATP Tour Masters 1000   |
| ATP International Series Gold / ATP Tour 500 |
| ATP International Series / ATP Tour 250      |

#### Gra pojedyncza (0–4)
| Końcowy wynik | Nr | Data             | Turniej  | Nawierzchnia    | Przeciwnik        | Wynik finału  |
| ------------- | -- | ---------------- | -------- | --------------- | ----------------- | ------------- |
| Finalista     | 1. | 11 stycznia 1987 | Auckland | Twarda          | Miloslav Mečíř    | 2:6, 3:6, 4:6 |
| Finalista     | 2. | 28 lutego 1988   | Metz     | Dywanowa (hala) | Jonas Svensson    | 2:6, 4:6      |
| Finalista     | 3. | 5 marca 1989     | Nancy    | Twarda (hala)   | Guy Forget        | 3:6, 6:7      |
| Finalista     | 4. | 16 czerwca 1991  | Rosmalen | Trawiasta       | Christian Saceanu | 1:6, 6:3, 5:7 |

#### Gra podwójna (3–6)
| Końcowy wynik | Nr | Data                 | Turniej       | Nawierzchnia    | Partner            | Przeciwnicy                    | Wynik finału  |
| ------------- | -- | -------------------- | ------------- | --------------- | ------------------ | ------------------------------ | ------------- |
| Finalista     | 1. | 28 kwietnia 1985     | Marbella      | Ceglana         | Loïc Courteau      | Andrés Gómez Cássio Motta      | 1:6, 1:6      |
| Zwycięzca     | 1. | 27 października 1985 | Kolonia       | Twarda (hala)   | Alex Antonitsch    | Jan Gunnarsson Peter Lundgren  | 6:4, 7:5      |
| Finalista     | 2. | 16 marca 1986        | Metz          | Dywanowa (hala) | Francisco González | Wojciech Fibak Guy Forget      | 6:2, 2:6, 4:6 |
| Zwycięzca     | 2. | 18 października 1987 | Tuluza        | Twarda (hala)   | Wojciech Fibak     | Kelly Jones Patrik Kühnen      | 6:2, 6:4      |
| Finalista     | 3. | 7 stycznia 1990      | Adelaide      | Twarda          | Alexander Mronz    | Andrew Castle Nduka Odizor     | 6:7, 2:6      |
| Finalista     | 4. | 7 października 1990  | Tuluza        | Twarda (hala)   | Michael Mortensen  | Neil Broad Gary Muller         | 6:7, 4:6      |
| Finalista     | 5. | 17 lutego 1991       | Bruksela      | Twarda (hala)   | Libor Pimek        | Todd Woodbridge Mark Woodforde | 3:6, 0:6      |
| Zwycięzca     | 3. | 13 października 1991 | Tel Awiw-Jafa | Twarda          | David Rikl         | Javier Frana Leonardo Lavalle  | 6:2, 6:7, 6:3 |
| Finalista     | 6. | 5 stycznia 1992      | Wellington    | Twarda          | Daniel Vacek       | Jared Palmer Jonathan Stark    | 3:6, 3:6      |

#### Gra mieszana (0–1)
| Końcowy wynik | Nr | Data           | Turniej            | Nawierzchnia | Partnerka      | Przeciwnicy              | Wynik finału |
| ------------- | -- | -------------- | ------------------ | ------------ | -------------- | ------------------------ | ------------ |
| Finalista     | 1. | 5 czerwca 1988 | French Open, Paryż | Ceglana      | Brenda Schultz | Lori McNeil Jorge Lozano | 5:7, 2:6     |